# 艾氏尖條鰍
艾氏尖條鰍（學名：Oxynoemacheilus atili），為輻鰭魚綱鯉形目條鰍科尖條鰍屬的其中一種。分布於亞洲土耳其貝伊謝希爾湖流域，體長可達7.6公分，棲息在底層水域，生活習性不明。

## 扩展阅读
維基物種上的相關：艾氏尖條鰍